# Chow Ching Lie
Chow Ching Lie (chinesisch 周勤丽, Pinyin Zhōu Qínlì; * 26. August 1936 in Shanghai, Republik China; † 16. Februar 2025 ebenda) war eine chinesische Autorin, Pianistin und Geschäftsfrau, die seit den 1960er Jahren in Frankreich lebte.

## Leben
Chow entstammte einer armen chinesischen Familie und wuchs mit vier Geschwistern auf. Sie besuchte ab ihrem zehnten Lebensjahr eine westlich orientierte chinesische Schule und wurde dort insgeheim zusammen mit ihrer Schwester protestantisch. Im Alter von dreizehn Jahren wurde sie zwangsverlobt mit dem kranken Sohn eines reichen chinesischen Geschäftsmanns in Shanghai. Im Alter von vierzehn Jahren heiratete sie 1950 den unter einem Herzfehler und seit seinem siebzehnten Lebensjahr an Rheumatischem Fieber leidenden Mann. Im gleichen Jahr wurde ihr Sohn geboren, dem 1955 eine Tochter folgte. 1959 zog ihr kranker Mann mit dem Sohn zu seinen Eltern nach Hongkong, Chow ging 1962 dorthin. Ihr Mann starb zwei Tage nach ihrer Ankunft.
Die junge Schülerin Chow erhielt an ihrer Oberschule Unterricht in Musik und am Piano. Ihre weitere Ausbildung erfolgte am Konservatorium ihrer Heimatstadt. 1964 ging sie nach Frankreich, um dort bei der Pianistin Marguerite Long ihre Ausbildung fortzusetzen und beschloss im Alter von 30 Jahren, das Pianospielen zu ihrem Beruf zu machen. Sie holte ihre beiden Kinder 1968 nach Frankreich.
Seit den 1970er Jahren veröffentlichte Chow vier Bücher in französischer Sprache, von denen zwei in deutscher Sprache verlegt wurden.

## Veröffentlichungen
- Le Palanquin des larmes. eine von Georges Walter aufgezeichnete Autobiografie. Opéra Mundi, Paris 1975, ISBN 2-245-01031-0.
  - deutsch von Claudia Stadler: Die Sänfte der Tränen. Ullstein, Frankfurt am Main 1976, ISBN 3-550-06260-5.
- Le Concerto du Fleuve Jaune. Opéra Mundi, Paris 1979, ISBN 2-277-21202-4.
  - deutsch von Renate Orth-Guttmann: Die Perlen des Buddha. Ullstein, Berlin 1998, ISBN 3-548-24364-9.
- Dans la main de Bouddha. 2001.
- Il n'y a pas d'impasse sous le ciel. 2004.

## Verfilmung
- 1988: Le Palanquin des larmes. Regie: Jacques Dorfmann.